# Fritz Graebner
Robert Fritz Graebner (Berlin, 4 mars 1877 – id., 13 juillet 1934) est un géographe et ethnologue allemand principalement connu pour son travail sur la théorie du cercle culturel (de). Il est le premier théoricien de l'École viennoise d'Ethnologie.
Graebner avance une théorie de la diffusion de la culture, qui est à l'origine d'une approche de l'ethnologie sur des bases d'histoire culturelle. Ses théories ont une certaine influence dans le champ de l'ethnologie, et sont également mises en avant par Franz Boas, Clark Wissler (en) et Paul Kirchhoff.
Il se trouve à une conférence d'anthropologie en Australie quand la Première Guerre mondiale éclate en 1914, et est interdit de sortie du territoire tout le long de la guerre, soupçonné d'avoir caché des documents sensibles.
En 1896, il devient membre de la Philologisch Historischen Verein, qui devient plus tard la Marburger Burschenschaft Rheinfranken (de).

## Publications
- Methode der Ethnologie, 1911.
- Das Weltbild der Primitiven, 1924.